# Threskiornis bernieri
El ibis sagrado de Madagascar (Threskiornis bernieri) es una especie de ave pelecaniformes de la familia Threskiornithidae en peligro de extinción. Sus últimas poblaciones se encuentran en zonas costeras de Madagascar y de la isla de Aldabra, en las Seychelles. 

## Taxonomía
Anteriormente esta especie fue considerada una subespecie del Ibis sagrado. Sin embargo, actualmente se lo clasifica como una especie separada debido a las considerables diferencias ecológicas y morfológicas observadas entre ambas especies. Se ha especulado que los ibis sagrados de Madagascar descienden de los Ibis sagrados que se extendieron y colonizaron Madagascar desde el continente africano. Se diferencian dos subespecies:
- T. b. abbotti (Ridgway, 1893) - nativa de la isla de Aldabra
- T. b. bernieri (Bonaparte, 1855) - vive en zonas costeras del norte y del oeste de la isla de Madagascar

## Descripción
Este ibis mide entre 65 y 89 cm de altura, alcanza una envergadura de entre 112 y 124 cm y su peso ronda el 1,5 kg. Su plumaje es predominantemente blanco con toques de color amarillento. En la parte posterior de la espalda presenta plumas negras con reflejos azules o verdes que son más llamativas durante la época reproductiva. El pico, la cabeza, el cuello (que carece de plumas) y las patas son también de color negro. Es morfológicamente similar al Ibis sagrado pero es un poco más pequeño, de pico más delgado, carece del borde negro en las plumas de las alas y las terciarias de color pizarra azulado (pizarra violáceo en el ibis sagrado). 
Ambas subespecies tienen un iris azul claro o blanco que las diferencia del iris marrón del ibis sagrado. La subespecie de Aldabra presenta una franja negra en el ala. Aunque es poco probable confundirlo con otra especie en su área de distribución, a veces puedes confundirse con ibis sagrados que visitan Madagascar esporádicamente. 
Los ejemplares inmaduros se parecen bastante a los adultos aunque presenta en cabeza y cuello plumas negras con rayas blancas, las plumas ornamentales de la espalda aun están ausentes y puede haber algo de negro en la punta de las alas.

## Distribución y hábitat
Se encuentra escasamente distribuido y restringido a las costas norte y oeste de Madagascar, especialmente entre Port-Berge y Moromoe. Aunque es poco común, se lo ha observado en concentraciones más altas en manglares y estuarios cerca de Soalala y Sahamalaza Bay y Baie de Baly. También se encuentra presente en la isla de Aldabra.
El ibis sagrado de Madagascar está más ecológicamente limitado que su contraparte del continente, que se encuentra en una gama más amplia de hábitats y altitudes. Su hábitat natural se restringe a marismas costeras, estuarios, manglares y lagos costeros salobres poco profundos, aunque ocasionalmente también se lo puede encontrar en humedales de agua dulce. Prefiere masas de agua amplias y abiertas sin abundante vegetación en los alrededores, así como bancos de arena y playas como lugares de descanso. Normalmente no se aleja más de 2 km de la línea de costa y no suele vivir en una altitud mayor a los 150 m s. n. m..

## Comportamiento
Se trata de una especie sedentaria que no suele realizar migraciones, salvo movimientos locales. Su dieta la componen crustáceos, gusanos, caracoles, insectos, invertebrados y desechos vegetales, aunque ocasionalmente también consume ranas, reptiles y aves jóvenes. Se alimenta introduciendo el pico entre el lodo y la arena de las marismas y la costa, sondeando en busca de presas. La subespecie abbotti de la isla de Aldabra se alimenta en lagunas cercanas a la orilla del mar. Se suelen alimentar solos aunque también suelen hacerlo en parejas o en pequeños grupos. Sin embargo, se suene posar para descansar en grupos que alcanzan las varias docenas de ejemplares, normalmente en isletas o árboles no muy lejanos de su zona de alimentación. 
La época reproductiva ocurre al comienzo de la temporada de lluvias en noviembre y diciembre. El tamaño de la puesta suele ser de 2 huevos que se incubarán durante 29 días. Construyen el nido entre las ramas de los árboles sobre 2-3 me sobre la superficie del agua. En nido tiene forma de cesta y está construido con ramas, palos y otra materia vegetal. El ibis sagrado de Madagascar anida en colonias, que a veces pueden incluir a otras especies como garzas y garcetas. Los polluelos abandonarán el nido a los 38 días de su nacimiento.

## Conservación
El ibis sagrado de Madagascar se encuentra en peligro de extinción según la clasificación de la UICN. Su población total se estima entre 2.300 y 2.750 ejemplares, de los cuales solo 300-750 corresponden a la subespecie abbotti. Sobre el 70% de la población total de este ave reside fuera de espacios protegidos. Se encuentra amenazada particularmente por la recolección de huevos, la caza de adultos y de jóvenes polluelos que sirven de alimento para las poblaciones humanas locales. La naturaleza confiada de estas aves los hace especialmente vulnerables a la caza. Además su hábitat natural esta desapareciendo o siendo degradado por la contaminación. Las previsiones para el futuro hacen pensar que la población de esta especie seguirá disminuyendo si no se toman medidas urgentes para su protección.